# Goniothalamus repevensis
Goniothalamus repevensis là loài thực vật có hoa thuộc họ Na. Loài này được Pierre ex Finet & Gagnep. mô tả khoa học đầu tiên năm 1906.